# Orting (Washington)
Orting est une ville américaine située dans le comté de Pierce, dans l'État de Washington. Selon le recensement de 2020, sa population est de 9 041 habitants.